# Чехович, Зыгмунт
Зыгмунт (Сигизмунд) Бернардович Чехович, Чехович-Ляховицкий (19 августа 1831 — 15 (28) октября 1907) — один из руководителей восстания 1863—1864 в Северо-Западном крае.

## Биография
Из дворянского рода герба «Остоя». Сын Бернарда Чеховича, завилейского подкаморьего, участника восстания 1830—1831 гг., и Юзефы из Мирских.
Родился в д. Сурвилишки Дисненского уезда Виленской губернии (сейчас Поставский район, Витебская область). Согласно другим сведениям, Зыгмунт Чехович был родом из имения Красново Свенцянского уезда.
В 1851 г. окончил Виленский шляхетский институт. С отличием окончил Петербургский университет на камеральном отделении.
На уездном сейме в Свенцянах в 1861 г. землевладельцы единогласно приняли проект создания публичной библиотеки. Зыгмунт Чехович передал 150 книг с тем, чтобы после прочтения их заменить на другие.
В 1862—1863 — член Виленского «Комитета Движения». После его ликвидации — занимает должность секретаря в «Отделе руководителей провинциями Литвы».

Сторонник радикальной линии К. Калиновского. Вместе с тем, критически относился к возможности координации действий дворян и крестьянского движения.
«Мы в маленькой лодочке посреди большой бури, — различные элементы не придут к согласию».
Был выдан евреем-шпионом. Арестован 31.08.1863. Приговорен к расстрелу, однако позднее приговор изменили на 10 лет каторги.
Генерал-губернатор Муравьев посчитал это наказание слишком мягким и повысил срок до 12 лет каторжных работ.
Несмотря на жесткое давление, верноподданический адрес не подписал. Каторгу отбывал в Нерчинских рудниках. Имение в Сурвилишках царские власти передали генералу Маврису.
В январе 1870 года брат Игнат сообщил Яну Карловичу его сибирский адрес: "Сигизмунду Бернардовичу Чеховичу в г. Иркутске. На Большой улице дом Доржеева".
После освобождения проживал в имении Малые Бесяды Вилейского уезда Виленской губернии (ныне — Логойский район, Минской области). В Малых Бесядах Чехович создал большую библиотеку.
С Чеховичем познакомился молодой Янка Купала, семья которого в 1895—1904 жила в соседнем фольварке Селище.
В доме Чеховича Янка Купала впервые познакомился с нелегальной литературой, посвященной польскому освободительному движению. Купала пользовался его библиотекой, в разговоре с ним узнал много подробностей про восстание 1863—1864 гг.

## Глазами современников
По словам Гейштора, который хорошо знал Зыгмунта, Чехович был «высокородный, возвышенный, однако при этом непоследовательный и без твердых убеждений, легко позволял собой управлять». Как писал Янка Купала, Чехович был «идеалист и мечтатель».

## В художественной литературе
Личность Зыгмунта Чеховича нашла свое отражение в творчестве классика белорусской литературы Владимира Короткевича. Образ этого неординарного человека отражен в его пьесе «Колыбель четырех волшебниц». В ней показано огромное влияние З. Чеховича на формирование мировоззрения Янки Купалы.

## Семья
Жена — Анелия Арамович. Про детей сведения отсутствуют.